# Доле при Крашцах
Доле при Крашцах (словен. Dole pri Krašcah) је насељено место у општини Моравче, Средњесловенска регија, Словенија.

## Историја
До територијалне реорганизације у Словенији били су у саставу старе општине Домжале.

## Становништво
У попису становништва из 2011. Доле при Крашцах имало је 194 становника.
| Број становника према пописима | Број становника према пописима | Број становника према пописима |
| ------------------------------ | ------------------------------ | ------------------------------ |
| 1991                           | 2002                           | 2011                           |
| 230                            | 175                            | 194                            |

Напомена : Године 1992. умањено за делове насеља који су проглашени за нова самостална насеља Дворје и Свети Андреј. Године 2006. извршена је мања размена територија између насеља Доле при Крашчах и Прикрница.